# Metaphaena costaeaureae
Metaphaena costaeaureae är en insektsart som beskrevs av Victor Lallemand 1959. Metaphaena costaeaureae ingår i släktet Metaphaena och familjen lyktstritar. Inga underarter finns listade i Catalogue of Life.